# 12 TV Parma
12 TV Parma è un'emittente televisiva regionale dell'Emilia-Romagna di tipo generalista, con radicamento e diffusione su scala provinciale. La rete fa parte del "network" mediatico di "Radio TV Parma S.r.l", avente sede legale a Parma in via Mantova 68 (con sede distaccata in viale Fratti 20/D).

## Storia
All'inizio del 2018 12 Teleducato e la storica TV Parma, decidono di unire le proprie forze e il 12 maggio 2018 nasce 12 TV Parma. Il marchio Teleducato sparisce completamente dall'etere emiliano.

## Programmi
- 12 TG Parma, notiziario
- Bar Sport, rubrica sportiva
- Parma Europa, approfondimento riguardante i temi di attualità politica e sociale della realtà parmigiana
- Calcio e Calcio, dibattito dedicato all'andamento calcistico del Parma
- Bordo Campo
- CheckUp - Salute e Benessere
- Cuochi ai Fornelli
- Calcio Mercato
- Vox Populi Gialloblù
- Agricoltura e dintorni
- Pillole di Sport
- Nima Show Live
- Economia e Futuro